# Josef Helbling
Josef Helbling (Jona, Suiza; 15 de julio de 1935 – 11 de septiembre de 2024) fue un ciclista suizo especialista en ciclismo en pista.

## Carrera
Empezó su carrera en bicicleta en 1953. Al año siguiente se clasificó a la carrera de ciclismo de carretera Around the Rigi para la Clase A de Amateurs en Suiza. En 1959 Helbling tuvo su primer mayor éxito en el ciclismo de pista con el tercer lugar en el campeonato nacional en la prueba de pista. En la temporada 1960 regresó al campeonato de pista donde acabó segundo detrás de Kurt Rechsteiner, y comenzó a practicar esta modalidad en los Campeonatos Mundiales de pista de la UCI. En el campeonato de pista de 1963 que fue ganado por Jorg Boller, Helbling terminó tercero. Después de apariciones en Holanda y Dinamarca, terminó su carrera activa en 1964.
A nivel de Juegos Olímpicos participó en la edición de Roma 1960 en el evento de los 1000 metros contrarreloj donde terminó en octavo lugar entre 25 participantes.